# بطولة رولكس باريس ماسترز 2020
بطولة رولكس باريس ماسترز 2020 هي بطولة احترافية للتنس تُلعب على ملاعب صلبة داخلية. وهي النسخة التاسعة والأربعين من البطولة باريس للماسترز، وحدث دورات الماسترز 1000 نقطة في جولة رابطة محترفي التنس لعام 2020 ، أقيمت البطولة في قصر باريس-بيرسي في باريس ، فرنسا ، بين 2 و 8 نوفمبر 2020. لأول مرة منذ 1990 تستقبل البطولة 56 لاعباً بدلاً من 48 في قرعة الفردي الرئيسية، تسببت جائحة فيروس كورونا في فرنسا 2020 في إحداث فوضى في عالم التنس هذا العام حيث أنها عانت بطولة رولكس باريس ماسترز دي بيرسي 2020 من العواقب الأزمة الصحية تمامًا مثل البطولات الأخرى. مثل بطولة رولان غاروس ، خفض بشكل كبير المبلغ الإجمالي للجائزة المالية التي حصل عليها اللاعبون بعد المنافسة. وبذلك ، سيتم تقسيم 3،901،015 يورو بينهما ، بانخفاض بين الربع والثلث ، مقارنة بجوائز عام 2019.